# Timrå (stacja kolejowa)
Timrå (szwedzki) – stacja kolejowa w Timrå, w regionie Västernorrland, w Szwecji.
Znajduje się na Ådalsbanan. Budynek stacji, magazyny towarowe oraz budynki gospodarcze powstały w 1925 roku, a w 2008 magazyny zostały zburzone.
W związku z remontem Ådalsbanan w latach 2008-2010 przebudowano teren stacji. Tory kolejowe zostały przedłużone na północ. Stare przejście w poziomie szyn zostało zastąpione tunelem pieszo-rowerowym. Na południe od dworca stary przejazd kolejowy został zlikwidowany, a w jego miejscu powstał betonowy wiadukt. W związku z przebudową zburzony został żółty malowany budynek dworca.